# Dālāvān
Dālāvān (persiska: دالاوان) är en ort i Iran.   Den ligger i provinsen Västazarbaijan, i den nordvästra delen av landet, 600 km väster om huvudstaden Teheran. Dālāvān ligger 1 722 meter över havet och antalet invånare är 199.
Terrängen runt Dālāvān är kuperad österut, men västerut är den bergig. Terrängen runt Dālāvān sluttar österut.Runt Dālāvān är det ganska glesbefolkat, med 48 invånare per kvadratkilometer. Närmaste större samhälle är Piranshahr, 5,7 km sydost om Dālāvān. Trakten runt Dālāvān består till största delen av jordbruksmark.